# Pterocephalus diandrus
Pterocephalus diandrus är en tvåhjärtbladig växtart som först beskrevs av Mariano Lagasca y Segura, och fick sitt nu gällande namn av Mariano Lagasca y Segura. Pterocephalus diandrus ingår i släktet Pterocephalus och familjen Dipsacaceae. Inga underarter finns listade i Catalogue of Life.